# ران هارپر
ران هارپر (انگلیسی: Ron Harper؛ زادهٔ ۲۰ ژانویهٔ ۱۹۶۴) بازیکن بسکتبال اهل ایالات متحده آمریکا است.
از باشگاه‌هایی که در آن بازی کرده‌است می‌توان به شیکاگو بولز، لس آنجلس لیکرز، کلیولند کاوالیرز، و لس آنجلس کلیپرز اشاره کرد.
وی در مسابقات کشوری و بین‌المللی در مجموع برندهٔ ۱ مدال نقره شده‌است.